# Román Casanova
Román Casanova Casanova (n. Deltebre, Tarragona, 29 de agosto de 1956) es un obispo católico y teólogo español.
Actualmente es miembro de la Conferencia Episcopal Española. Desde 2003 es el obispo de Vic y desde el 23 de agosto de 2021 al 3 de enero de 2022 ejerció como Administrador Apostólico de Solsona.

## Biografía

### Primeros años y formación
Ramón nació en la localidad española de Deltebre en 1956. Realizó sus estudios eclesiásticos en el Seminario de Tortosa. 
Se trasladó a la Facultad Teológica de Cataluña, donde se licenció en Teología.

### Sacerdocio
Fue ordenado sacerdote el 17 de mayo de 1981 en la iglesia parroquial de San Miguel. 
En cuanto terminó sus estudios teológicos regresó a la diócesis de Tortosa donde trabajó como profesor del Seminario Diocesano entre los años 1981 y 1984, a partir de 1985 fue nombrado rector de las parroquias de Cabacés, Vilella Baja y Vinebre hasta 1987 que pasó a ser el vicario de la Parroquia de San Blas de Tortosa, en el mismo año fue director del Movimiento Infantil Diocesano y director espiritual del seminario hasta 1998, también durante este periodo fue Rector de las parroquias de Nuestra Señora de la Asunción de Flix y de San Bartolomé de Ribarroja de Ebro y Delegado Diocesano Pastoral Vocacional, hasta años más tarde que permaneció como arcipreste de la parroquia de Flix.

### Episcopado
El 13 de junio de 2003, el papa Juan Pablo II, lo nombró como nuevo obispo de la diócesis de Vic, siendo ordenado el día 14 de septiembre del mismo año, a manos del (entonces arzobispo de Barcelona) el cardenal Ricard Maria Carles y actuando como coconsagrantes en la ceremonia de toma de posesión el (entonces Obispo de Vich y antecesor) José María Guix y el (entonces Obispo de Tortosa) Javier Salinas Viñals.
En el mismo año pasó a ser designado como Delegado de la Conferencia Episcopal Tarraconense para las misiones y la relación con los religiosos y también como corresponsal de Catalunya Cristiana.
Y en la Conferencia Episcopal Española (CEE), desde el año 2002 fue miembro de la Comisión Episcopal de Seminarios y Universidades hasta 2005 que entró en la Comisión para la Doctrina de la Fe hasta 2008 y miembro en la de Relaciones Interconfesionales. Actualmente, desde marzo de 2020, es responsable del Área de Pastoral y Catequésis para personas con discapacidad de la Comisión Episcopal para la Evangelización, la Catequesis y el Catecumenado.
Desde el 23 de agosto de 2021 al 12 de marzo de 2022 ejerció como Administrador apostólico sede vacante de la diócesis de Solsona.